# Galenia pruinosa
Galenia pruinosa là một loài thực vật có hoa trong họ Phiên hạnh. Loài này được Sond. mô tả khoa học đầu tiên năm 1862.